# All-American Basketball Alliance 1978
La stagione AABA 1978 fu la prima e unica della All-American Basketball Alliance. Parteciparono 8 squadre divise in due gironi.
La lega fallì il 2 febbraio 1978, dopo meno di un mese dall'inizio della stagione. I Rochester Zeniths vennero accreditati del titolo, perché in possesso del miglior record al momento dell'interruzione del campionato.

## Squadre partecipanti
- Carolina Lightning
- Georgia Titans
- Indiana Wizards
- Kentucky Stallions
- New York Guard
- Rich. Virginians
- Rochester Zeniths
- W. Virginia Wheels

Nell'elenco delle squadre partecipanti erano comprese anche altre squadre, che però non disputarono alcuna partita.

## Classifiche

### North Division
| Squadra            | V  | P | %    | GB  |
| ------------------ | -- | - | ---- | --- |
| Rochester Zeniths  | 10 | 1 | 90,9 | -   |
| Kentucky Stallions | 7  | 5 | 58,3 | 3,5 |
| New York Guard     | 4  | 5 | 44,4 | 5   |
| Indiana Wizards    | 0  | 8 | 0,0  | 8,5 |

### South Division
| Squadra              | V | P | %    | GB  |
| -------------------- | - | - | ---- | --- |
| Carolina Lightning   | 8 | 2 | 80,0 | -   |
| Georgia Titans       | 5 | 3 | 62,5 | 2   |
| Richmond Virginians  | 3 | 8 | 27,3 | 5,5 |
| West Virginia Wheels | 3 | 8 | 27,3 | 5,5 |

## Vincitore
| Campione AABA 1978            |
| ----------------------------- |
| Rochester Zeniths (1º titolo) |

## Statistiche
| Categoria      | Giocatore    | Squadra            | Stat |
| -------------- | ------------ | ------------------ | ---- |
| Punti per gara | Bobby Wilson | Kentucky Stallions | 26,6 |